# Vozera Svitsjaz
Vozera Svitsjaz (vitryska: Возера Свіцязь, ryska: Ozero Svityaz’) är en sjö i Belarus. Den ligger i voblasten Hrodna voblast, i den centrala delen av landet, 120 km väster om huvudstaden Minsk. Vozera Svitsjaz ligger 248 meter över havet. Arean är 1,6 kvadratkilometer. Den sträcker sig 1,5 kilometer i nord-sydlig riktning, och 1,5 kilometer i öst-västlig riktning.